# Chris Ndikumana
Chris Ndikumana est un évangéliste burundais. Ndikumana a prêché et dirigé des services d’adoration en Afrique de l'Est, de l’Ouest et Centrale, et plus récemment au Cameroun, au Gabon, en Côte d'Ivoire, au Rwanda, au Burundi, en Belgique, au Royaume-Uni, aux États-Unis et au Canada. Il est connu en tant qu'animateur de l’émission Kanguka, qui signifie "Réveillez-vous !",

## Jeunesse
Chris Ndikumana est né le 15 juin 1973 à Bujumbura, au Burundi. Il est l'aîné de six enfants. À l'âge de 20 ans, en 1993, il a accepté Jésus comme son Seigneur et Sauveur et est devenu un chrétien fervent. Il a vécu temporairement en Afrique du Sud.

## Carrière
Le 18 Novembre 2023, Ndikumana a prononcé un sermon intitulé "La Puissance de Yeshua" devant 200 000 adorateurs au stade Japoma à Douala, au Cameroun,. L'événement a duré 4 heures. Les participants comprenaient Samuel Dieudonné Ivaha Diboua, Gouverneur de la Région du Littoral du Cameroun,.
Le 6 juillet 2024, il a prêché dans le stade de l’Amitié de Libreville au Gabon.
Le 7 décembre 2024, il a prêché à Abidjan,,. Il y aurait eu 500 000 participants,,.
Il est le fondateur de l’émission Kanguka. Les vidéos de Kanguka sont diffusées en anglais, français et kirundi.

## Vie personnelle
En 2010, Chris Ndikumana a épousé Nadia Iteka.
Ndikumana parle couramment le français, l'anglais et le kirundi.